# Маргарита Савойська (королева Італії)
Маргарита Савойська (італ. Margherita di Savoia); повне ім'я Маргарита Марія Тереза Джованна Савойська (італ. Margherita Maria Teresa Giovanna di Savoia); 20 листопада 1851 — 4 січня 1926) — сардинська принцеса з Савойської династії, донька герцога Генуї Фердинанда Савойського та саксонської принцеси Єлизавети, дружина короля об'єднаної Італії Умберто I, матір наступного короля Італії Віктора Емануїла III. Була дуже популярною серед народу.
На її честь названо піцу Маргариту.

## Біографія
Маргарита народилася о 0.45 20 листопада 1851 року в палаццо Шаблезе в Турині. Вона стала первістком в родині сардинського принца Фердинанда, який носив титул герцога Генуї, та його дружини Єлизавети Саксонської. Країною в цей час правив її дядько Віктор Емануїл II. Хрещення новонародженої відбулося у каплиці палацу того ж дня.
Згодом родина поповнилася сином Томмазо. Батька не стало у січні 1855 року. Матір ще до скінчення строку трауру взяла шлюб із своїм камердинером, через що була віддалена королем від двору та не мала змоги спілкуватися з дітьми. Пізніше заборона була знята, але відносини між Маргаритою та Єлизаветою завжди залишалися складними.
Принцеса з братом зростали в палаццо Шаблезе. Вихованням дівчинки займалися графиня Клелія Монтічеллі ді Казальроссо та австрійська гувернантка Роза Абрессер, прихильність до якої майбутня королева пронесла через все життя. Маргариті викладали серед іншого історію, італійську літературу, танці та гру на фортепіано. Тим не менш освіта не була систематизованою, інформація не подавалася належним чином. Так, принцеса могла читати Данте, не вивчивши граматики. В результаті, знання Маргарити були різноманітніми, але не ґрунтовними. Її листування містило численну кількість орфографічних та синтаксичних помилок. Проте підлітком вона надзвичайно цікавилася поезією та мистецтвом. Відомий вірш, який Маргарита написала власноруч.
Її змальовували як високу, ставну білявку, але красунею вона не вважалася. З особистих якостей відзначали чутливість, гордість та сильну волю, яку принцеса за бажанням могла перетворювати на чарівність.
Перші шлюбні проєкти поєднували ім'я Маргарити із домнітором Румунії Карлом Гогенцоллерном. Проте президент королівської ради Менабреа наполіг на союзі принцеси із спадкоємцем італійського трону Умберто, який доводився їй кузеном.

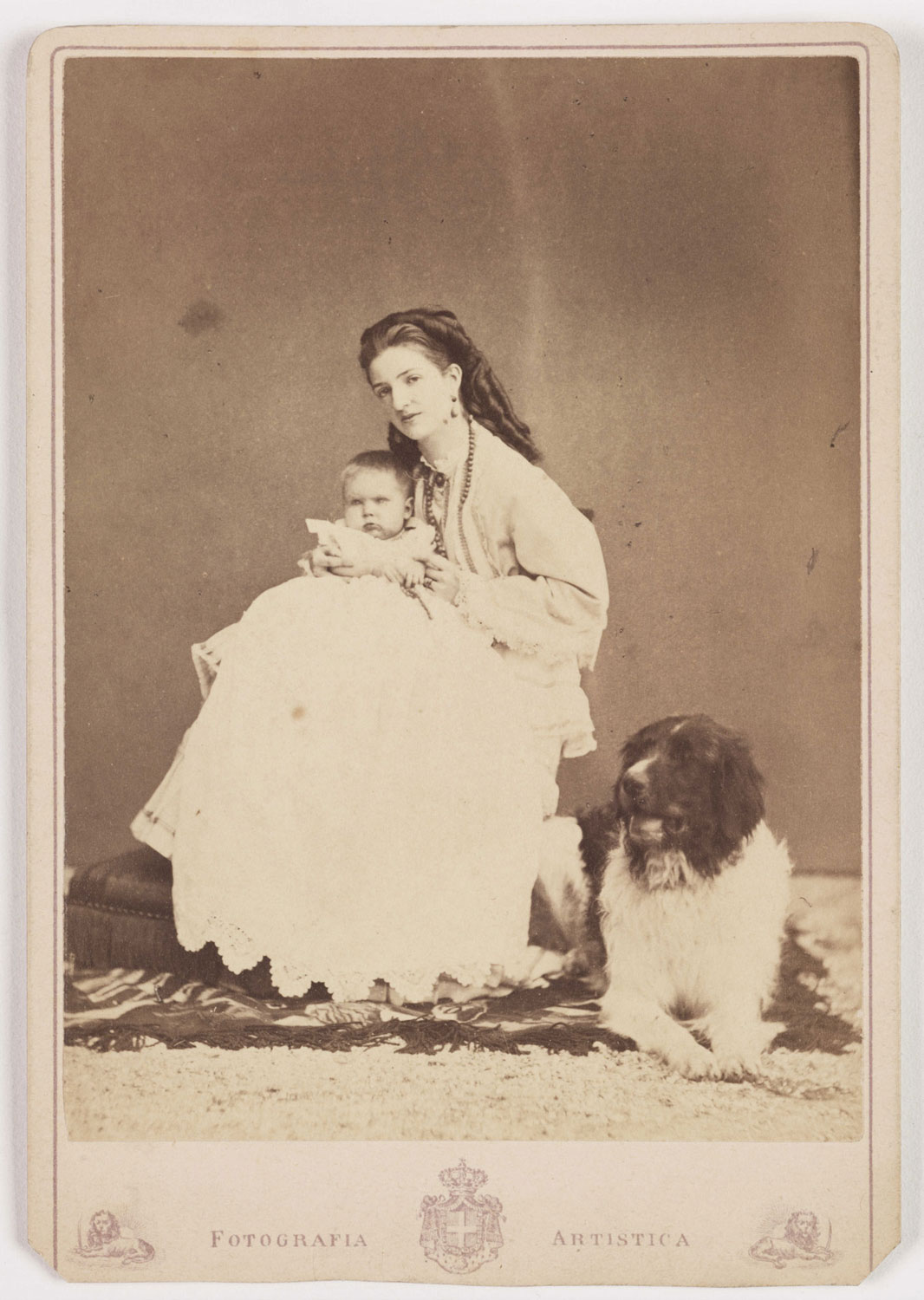
Фото Маргарити з сином

У січні 1868 року питання було остаточно узгоджене. Підписання шлюбного контракту відбулося 21 квітня 1868 року в одному із бальних залів Королівського палацу Турина. Вінчання пройшло наступного дня у Катедральному соборі Турина. Згідно з сімейним рішенням, на ньому були присутніми делегації не тільки від політикуму та аристократії, а й від робітників та простого люду. Медовий місяць молодята провели у турі по Італії. Наступного року Маргарита народила їхнього єдиного сина. Стосунки між подружжям були скоріше дипломатичними. Ще до шлюбу Умберто завів коханку Еудженію Болоньїні, роман з якою продовжував підтримувати. Тож за два роки після весілля подружні стосунки припинилися. Тим не менш пара ніколи не афішувала роздільне проживання, і їхні стосунки в інших аспектах дуже люб'язними. Вони продовжували гармонійно працювати як колеги. Умберто навіть спирався на дружину у політичних справах.
Оскільки країна не мала першої леді, Маргарита відразу після весілля мала виконувати численні представницькі функції, популяризуючи новий королівський дім на весь півострів. У січні 1871 року, після остаточного об'єднання Італії та проголошення Риму столицею, кронпринц і кронпринцеса оселилися в місцевому палаці. Маргарита продовжила прийоми при дворі, і дуже швидко її салон став одним з найексклюзивніших в тогочасній Європі. Також вона здійснювала дипломатичні подорожі, навідавши у 1872 році Берлін, а у 1876 — Відень та Петербург.
У січні 1878 року її чоловік зійшов на престол. Королевою Маргарита покровительствувала інтелектуалам-консерваторам, збираючи митців в своєму салоні, засновувала культурні заклади, в тому числі Società del Quartetto, займалася благодійністю, засновувала лікарні, школи, заклади для дітей. Нею була відкрита у Флоренції перша бібліотека для сліпих. Вже у 1880-ті роки вона стала популярним символом італійської монархії.

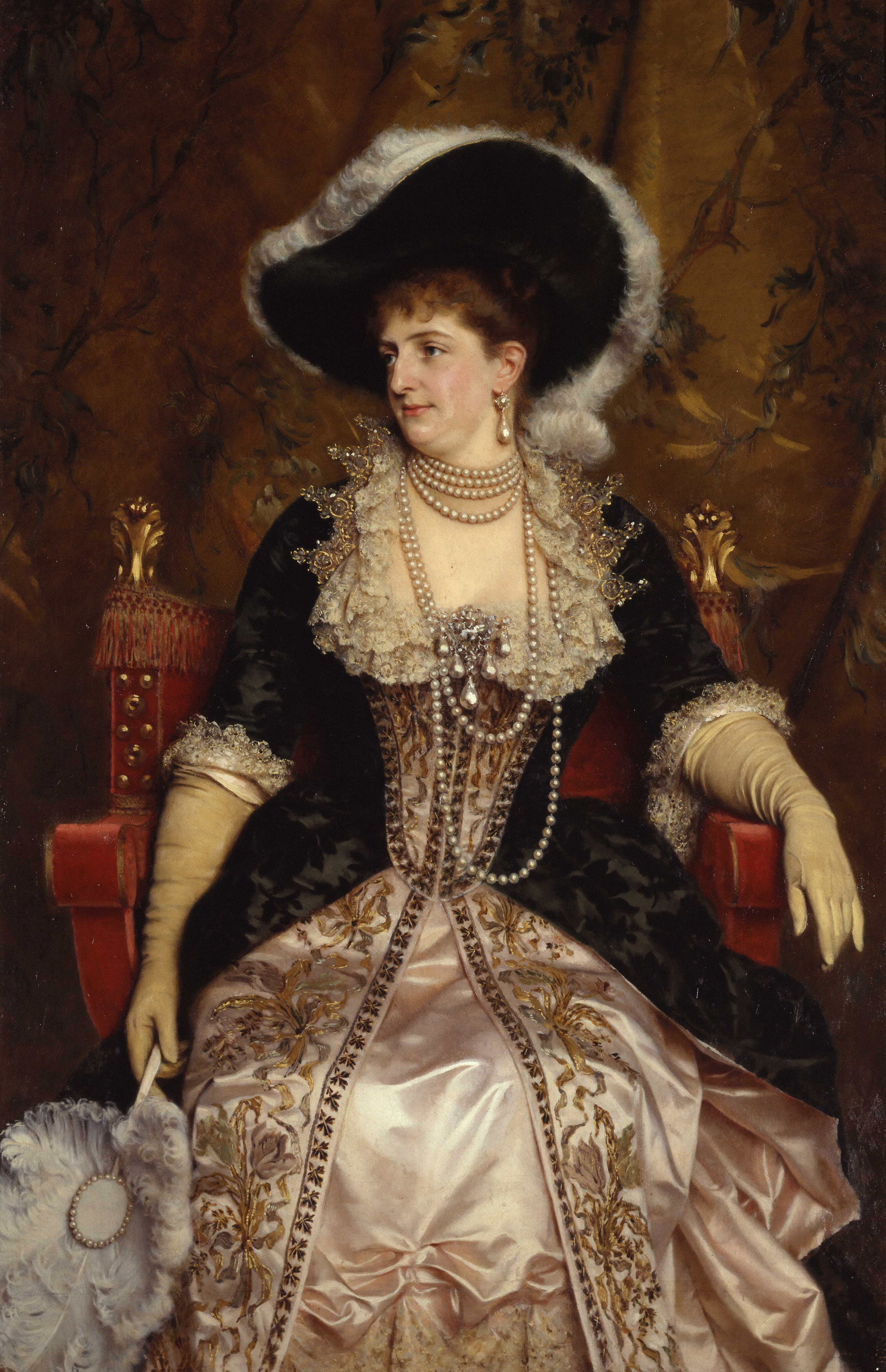
Портрет Маргарити Савойської

Брала участь у державних справах. Відразу підтримала першу італо-ефіопську війну в 1896 році. Схвалювала репресії проти бунтівників у Мілані у 1898 році.
У 1893 році в компанії гідів та аристократії зійшла на вершину Пунта-Ньїфетті в гірському масиві Монте-Роза. Згодом прийняла посаду почесного президента Альпійського дамського клубу.
29 липня 1900 року Умберто I був убитий анархістом Гаетано Бреші. Маргариту зустріло загальне співчуття як вдову загиблого монарха. Навколо неї був утворений цілий міфічний ореол скорботної вдови, який вона використала для подальшого підняття престижу королівського дому.
Вона не пішла із суспільного життя і, хоча передала представницькі функції невістці, продовжувала залишатись активним громадським діячем. Здійснювала офіційні візити до церков та лікарень. Не схвалювала у правлінні свого сина терпимість до демократії і виступала проти будь-яких демократичних тенденцій.
Віктор Еммануїл не хотів дозволяти їй впливати на державні справи, але вона й надалі втручалася в політику через свої зв'язки. На відміну від більшості націоналістів, виступила проти Першої світової війни. Під час війни перетворила одну зі своїх резиденцій на лікарню і брала активну участь в діяльності Червоного Хреста.
Сприятливо ставилася до фашизму, вбачаючи у ньому порятунок від соціалізму та більшовизму.
Похована в Пантеоні в Римі.

## Родина
Чоловік Умберто I, король Італії
Діти:
- Віктор Емануїл (1869—1947) — наступний король Італії у 1900—1946 роках, був одруженим з Єленою Чорногорською, мав сина і чотирьох доньок.